# Večerní modlitba
Večerní modlitba je modlitba uskutečněná večer nebo určená pro večer. Důraz je v ní většinou kladen na rekapitulaci proběhlého dne (poděkování, zpytování svědomí, smíření) a přípravu ke spánku, která může být pojata i jako analogie připravenosti na smrt. 